# Robert Bacon
Robert Bacon (født 5. juli 1860, død 29. maj 1919) var en amerikansk republikansk politiker og diplomat.
Han blev født i Jamaica Plain, Massachusetts som siden 1874 hører til Boston. Han studerede ved Harvard University og giftede sig i 1883 med Martha Waldron Cowdin. Deres søn Robert L. Bacon var bankmand og medlem af Repræsentanternes hus.
Bacon arbejdede for J.P. Morgan & Co. og var med til at grundlægge U.S. Steel og Northern Securities Company.
Han var stedfortrædende udenrigsminister (Assistant Secretary of State, som nr. 2 i USA's udenrigsministerium) 1905-1909 og udenrigsminister i 1909 under præsident Theodore Roosevelt. Han var USA's ambassadør i Frankrig 1909-1912.
| Efterfulgte: Elihu Root | USA's udenrigsminister 1909 | Efterfulgtes af: Philander C. Knox |